# حوضچه تندراهه

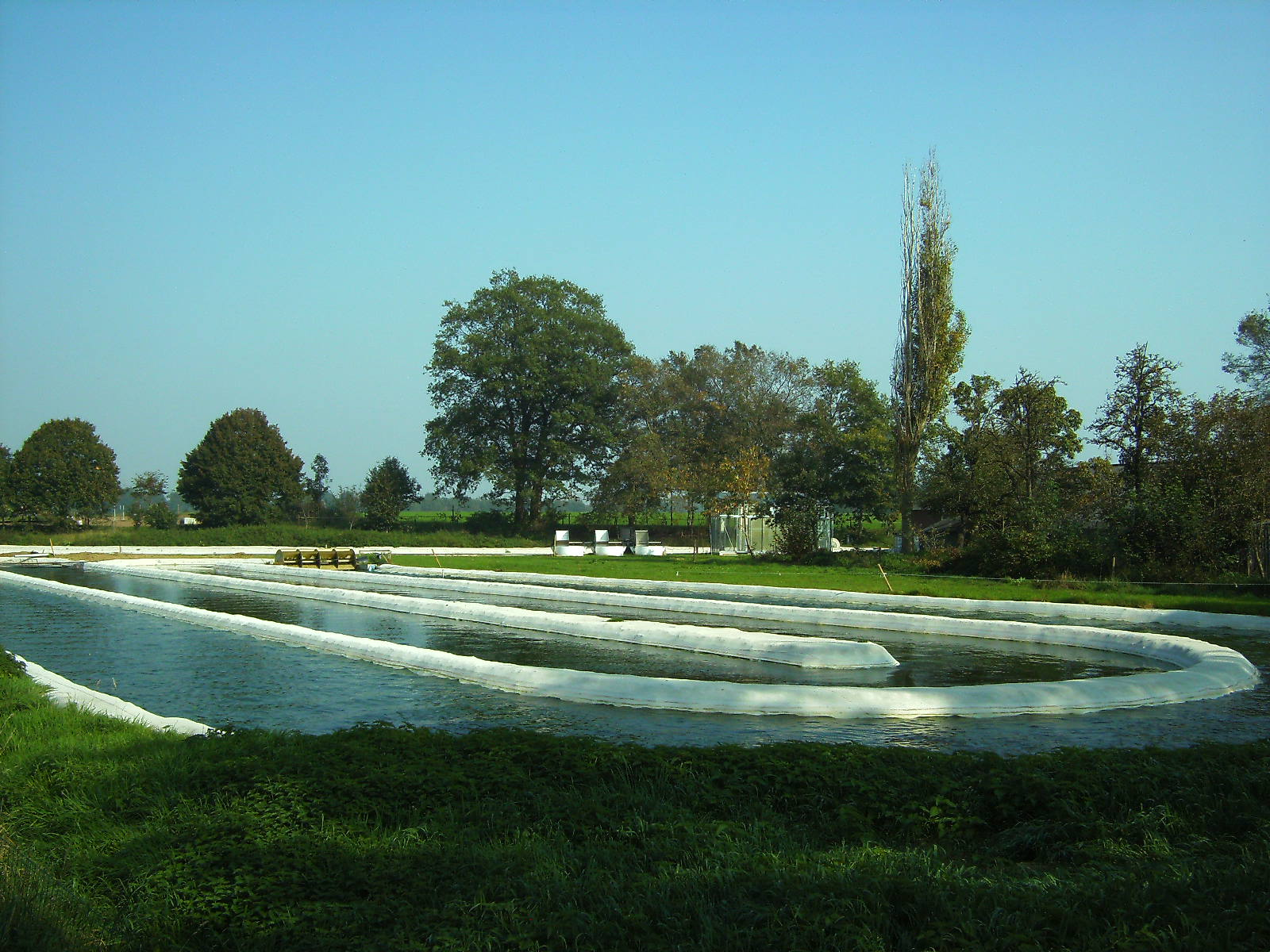
برکه تندراهه به‌کاررفته برای کشت ریزجلبک‌ها. آب با یک چرخ دستی برقی در حرکت ثابت نگه داشته می‌شود.

حوضچه تندراهه، برکه تندراهه یا استخر تندراهه (به انگلیسی: Raceway pond) یک حوضچه مصنوعی کم‌ژرف است که برای پرورش جلبک استفاده می‌شود.
حوض به یک شبکه مستطیل‌شکل تقسیم می‌شود که هر مستطیل دارای یک کانال به شکل بیضی است، مانند یک مدار اتومبیل‌رانی. از بالا، بسیاری از حوضچه‌ها مانند یک پیچ‌وخم به نظر می‌رسند. هر مستطیل شامل یک چرخ پاروزنی است تا آب را به‌طور مداوم در اطراف مدار جریان دهد.